# Harald Grenske
Harald Grenske (ca. 947 - ca. 995), was onderkoning van Vestfold, Agder en Viken (het gebied rond Oslo). Zijn bijnaam verwijst naar de regio Grenland in Telemark.
Harald was een kleinzoon van Bjørn Farmann. Nadat zijn vader Gudrød was vermoord door Harald II van Noorwegen vluchtte Harald naar Zweden. Na de val van Harald II, keerde Harald terug naar Noorwegen en steunde een Deense invasie. Als dank werd hij beloond met zijn onderkoningschap.
Harald was getrouwd met Åsta Gudbrandsdatter. Hij verstootte haar om te kunnen trouwen met Sigrid de Hoogmoedige. Zij was niet gediend van zijn aanzoek en liet hem vermoorden om andere huwelijkskandidaten af te schrikken. Åsta keerde terug naar haar vader en beviel na Haralds dood van hun zoon Olaf II van Noorwegen. Åsta hertrouwde met Sigurd Syr, onderkoning van Ringerike en werd moeder van nog vijf kinderen, waaronder Harald III van Noorwegen.